# Robert Hotung
Sir Robert Hotung, per esteso Robert Ho Tung Bosman (何東S, Robert Ho TungP; Hong Kong, 22 dicembre 1862 – Hong Kong, 26 aprile 1956), è stato un imprenditore e filantropo cinese.
Era soprannominato "il grande vecchio di Hong Kong".
Era fratello del comprador e filantropo Ho Fook. Fu prozio dell'artista marziale ed attore cinematografico Bruce Lee e dell'imprenditore Stanley Ho.

## Biografia

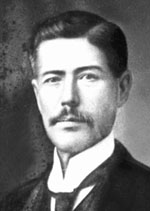
Robert Hotung nel 1916

Hotung era un eurasiatico. Suo padre, Charles Henry Maurice Bosman (1839–1892), era un ebreo olandese, mentre sua madre era Sze Tai (施娣), una donna di Bao'an (attuale Shenzhen), abitante presso l'attuale D'Aguilar Street. Suo padre svolgeva la professione di mercante ed aveva una propria compagnia commerciale, la Bosman & Co., ed era co-proprietario dell'Hongkong Hotel che aprì i battenti nel 1868, nonché direttore della Hong Kong and Whampoa Dock Company, fondata nel 1863 dall'imprenditore scozzese Thomas Sutherland. Dal 1869, Charles Bosman divenne anche console olandese, giungendo infine a creare una propria compagnia assicurativa marittima con importanti clienti come la Jardine, Matheson & Co.
Lasciò quindi Hong Kong per l'Inghilterra dove venne naturalizzato cittadino inglese nel 1888 e morì a Londra nel 1892. Il giovane Robert rimase a Hong Kong dove ebbe modo di studiare al Queen's College, precedentemente noto col nome di Central School.

### La carriera

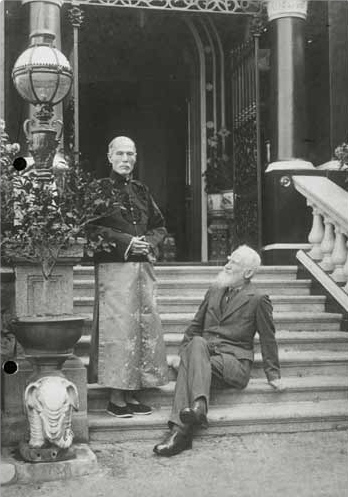
Hotung e lo scrittore George Bernard Shaw nella residenza del primo a Hong Kong nel 1933

Dopo essersi diplomato al Queen's College nel 1878, Robert Hotung si spostò a Canton, dove lavorò come impiegato per  il servizio doganale della marina imperiale cinese. Nel 1880, tornò ad Hong Kong ed entrò nella compagnia di Jardines assicurata da suo padre come assistente del dipartimento dei compradores. Le sue capacità bilingui (parlava fluentemente inglese e cinese) ed il suo acume negli affari lo fecero giungere nel 1894 alla promozione a capo comprador. Pur essendo di etnia mista, Hotung si considerava pienamente cinese, fatto che si rifletteva anche nel suo modo di vestire. All'età di 35 anni era già tra gli uomini più ricchi di Hong Kong. Nel 1916 l'Università di Hong Kong gli concesse una laurea honoris causa in legge. Nel 1924, rappresentò Hong Kong in una mostra a Londra, occasione nella quale ebbe modo di incontrare la regina Mary ed altre influenti personalità dell'Impero britannico. In quegli stessi anni divenne inoltre uno dei mecenati della Società Teosofica cinese.
Dal 1927, assieme alla moglie Clara, iniziò l'espansione del complesso di "The Falls", una delle proprietà che la famiglia di Hotung possedeva a Hong Kong, nell'area di Victoria Peak, formando una sontuosa residenza oggi nota come Ho Tung Gardens al n.75 di Peak Road.
Hotung ospitò nella sua residenza personaggi di spicco in visita a Hong Kong come il vicepresidente statunitense John Nance Garner e lo scrittore irlandese George Bernard Shaw.

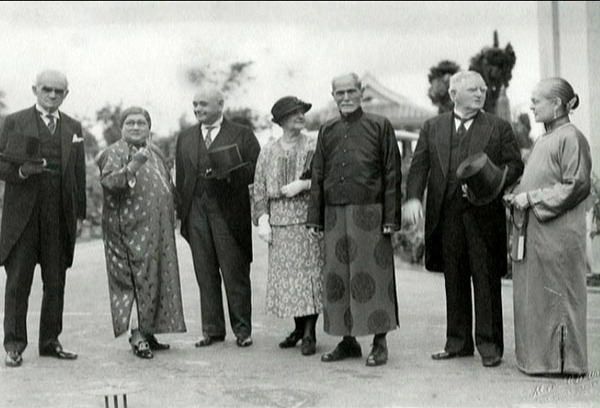
Il vicepresidente statunitense John Nance Garner (secondo a destra) in visita a Robert Hotung nella sua residenza di "The Falls" a Hong Kong nel 1935

Hotung finanziò personalmente anche diverse rivoluzioni, tra cui la Rivoluzione Xinhai, guidata dal dottor Sun Yat-sen per istituire la Repubblica cinese. Come multimilionario con una notevole influenza nell'amministrazione della colonia, enfatizzò molto il ruolo del governo degli inglesi durante la prima parte dell'era coloniale a Hong Kong in difesa dei cinesi che erano indicati demograficamente come "indigeni". Hotung fu direttore di molte compagnie di Hong Kong, tra cui la Hong Kong Land, e fu presidente di diverse organizzazioni caritatevoli, tra cui il Tung Wah Hospital. Fu il fondatore e primo presidente del The Chinese Club, che venne creato in risposta alla politica del coloniale Hong Kong Club di escludervi i membri non britannici. Malgrado questo, venne creato cavaliere dal governo inglese per ben due volte, nel 1915 e nel 1955. La sua seconda moglie, Clara, era una fervente buddista ed al loro 50º anniversario di matrimonio nel 1931, i due donarono 100.000 dollari di Hong Kong per lo sviluppo della scuola di Tung Lin Kok Yuen.
Durante l'occupazione giapponese di Hong Kong, Robert Hothun partì per Macao, ma i suoi delegati furono in grado di preservare il patrimonio del mercante senza perdite significative.

### Morte
Robert morì a Hong Kong nella sua residenza, il 26 aprile 1956, all'età di 93 anni.

## Matrimoni

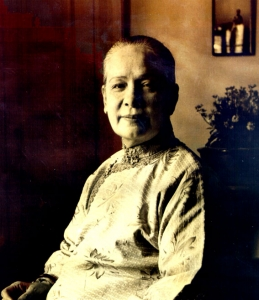
La seconda moglie di Hotung, Clara

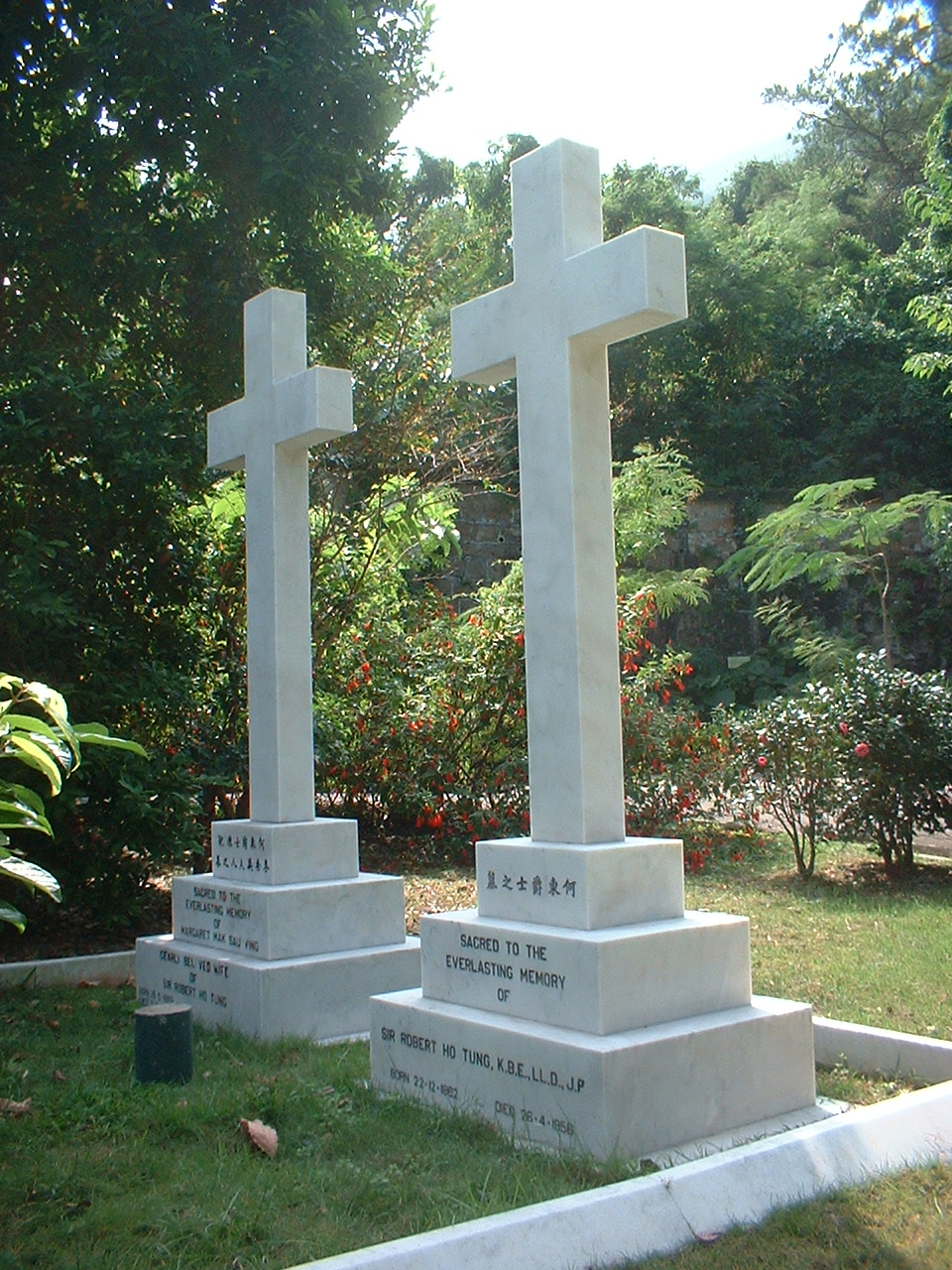
La tomba di Robert Hotung e della prima moglie

All'età di 15 anni, Robert Hotung venne informalmente fidanzato con la figlia di Hector Coll Maclean della Jardines, Margaret Mak (nota anche come Maclean, 麥秀英) (1865-1944). La coppia si sposò quando lo sposo raggiunse l'età di 18 anni e la sposa ne aveva 16. Dal momento che la sposa non era in grado di avere figli, Hotung decise di non ripudiarla, ma di adottare invece il figlio primogenito di Ho Fook, Ho Wing, secondo la tradizione cinese, e prese in seguito Chau Yee Man (周綺文) come propria concubina nel 1891. Dopo essere rimasto senza figli dopo tre anni (Chau Yee Man aveva dato alla luce Mary Hotung 何純姿), Margaret Mak persuase la sua cugina materna, Clara Cheung Lin-kok (張靜容) (1875–1938), ad accettare il marito come "co-moglie" e pertanto i due si risposarono nel 1895. Clara Ho Tung diede alla luce successivamente tre figli e sette figlie. Questo status di bigamia di Hotung, era perfettamente legale nella società e nella tradizione cinese, mentre era malvisto dalla società occidentale e britannica.
Hotung e la sua prima moglie Margaret divennero cristiani sul finire della loro vita e vennero pertanto interrati nell'Hong Kong Cemetery. Il resto della famiglia, tra cui Clara, venne sepolto poi nel cimitero eurasiatico, il Chiu Yuen Cemetery, sul Mount Davis.
Tra i figli più noti avuti da Robert Hotung ricordiamo:
- Edward Hotung (1902-1957), banchiere e filantropo
- Robert Ho Sailai (1906-1998), generale d'esercito ed ambasciatore

Ebbe inoltre dei figli dalla propria concubina, tra cui ricordiamo:
- George Ho Chochi (1918-2014), magnate e filantropo, fondatore della radio e della televisione commerciale di Hong Kong

## Albero genealogico
|                              |   |                            | Genitori                      |  |  | Nonni |  |  | Bisnonni           |  |  | Trisnonni          |  |
|                              |   |                            |                               |  |  |       |  |  | Moses Jacob Bosman |  |  | Jacob Levie Bosman |  |
|                              |   |                            |                               |  |  |       |  |  | Moses Jacob Bosman |  |  | Jacob Levie Bosman |  |
|                              |   | Antje Hartog van Straaten  |                               |  |  |       |  |  | Moses Jacob Bosman |  |  |                    |  |
| Hartog Mozes Bosman          |   |                            |                               |  |  |       |  |  | Moses Jacob Bosman |  |  |                    |  |
|                              |   | Antje Hartog van Straaten  | Hartog Alexander van Straaten |  |  |       |  |  |                    |  |  |                    |  |
|                              |   | Antje Hartog van Straaten  | Hartog Alexander van Straaten |  |  |       |  |  |                    |  |  |                    |  |
|                              |   | Antje Hartog van Straaten  | Mietje Maria Simons de Bok    |  |  |       |  |  |                    |  |  |                    |  |
| Charles Henri Maurice Bosman |   | Antje Hartog van Straaten  |                               |  |  |       |  |  |                    |  |  |                    |  |
|                              |   | Isaac Samson de Vries      | Samson Isaac de Vries         |  |  |       |  |  |                    |  |  |                    |  |
|                              |   | Isaac Samson de Vries      | Samson Isaac de Vries         |  |  |       |  |  |                    |  |  |                    |  |
|                              |   | Isaac Samson de Vries      | Ester Levi                    |  |  |       |  |  |                    |  |  |                    |  |
| Anna Antje Samson de Vries   |   | Isaac Samson de Vries      |                               |  |  |       |  |  |                    |  |  |                    |  |
|                              |   | Johanna Jansje Jacob Swaab | Jacob Barend Swaab            |  |  |       |  |  |                    |  |  |                    |  |
|                              |   | Johanna Jansje Jacob Swaab | Jacob Barend Swaab            |  |  |       |  |  |                    |  |  |                    |  |
|                              |   | Johanna Jansje Jacob Swaab | Anna Hanna Antje Philip Levij |  |  |       |  |  |                    |  |  |                    |  |
| Robert Hotung                |   | Johanna Jansje Jacob Swaab |                               |  |  |       |  |  |                    |  |  |                    |  |
|                              | … | …                          |                               |  |  |       |  |  |                    |  |  |                    |  |
|                              | … | …                          |                               |  |  |       |  |  |                    |  |  |                    |  |
|                              | … | …                          |                               |  |  |       |  |  |                    |  |  |                    |  |
| …                            | … |                            |                               |  |  |       |  |  |                    |  |  |                    |  |
|                              |   | …                          | …                             |  |  |       |  |  |                    |  |  |                    |  |
|                              |   | …                          | …                             |  |  |       |  |  |                    |  |  |                    |  |
|                              |   | …                          | …                             |  |  |       |  |  |                    |  |  |                    |  |
| Shi Sze                      |   | …                          |                               |  |  |       |  |  |                    |  |  |                    |  |
|                              |   | …                          | …                             |  |  |       |  |  |                    |  |  |                    |  |
|                              |   | …                          | …                             |  |  |       |  |  |                    |  |  |                    |  |
|                              |   | …                          | …                             |  |  |       |  |  |                    |  |  |                    |  |
| …                            |   | …                          |                               |  |  |       |  |  |                    |  |  |                    |  |
|                              |   | …                          | …                             |  |  |       |  |  |                    |  |  |                    |  |
|                              |   | …                          | …                             |  |  |       |  |  |                    |  |  |                    |  |
|                              |   | …                          | …                             |  |  |       |  |  |                    |  |  |                    |  |
|                              |   | …                          |                               |  |  |       |  |  |                    |  |  |                    |  |